# Thoughts of Dar Es Salaam
Thoughts of Dar Es Salaam ist ein Jazzalbum von Horace Tapscott. Die 1996 entstandenen Aufnahmen erschienen 1997 auf Arabesque Jazz.

## Hintergrund
Begleitet von Billy Hart am Schlagzeug und Bassist Ray Drummond (der auch Co-Produzent der Session war) beschäftigte sich Tapscott mit fünf Kompositionen anderer Jazzmusiker, darunter Charlie Parkers „Now’s the Time“, „Oleo“ von Sonny Rollins, „Social Call“ von Gigi Gryce und Thurman Greens „Lullaby in Black“. Des Weiteren nahm er vier eigene Kompositionen auf, darunter das Titelstück „Thoughts of Dar Es Salaam“.
Das Album stellte die vorletzte Aufnahmesession Tapscotts unter eigenen Namen dar; zwei Jahre später leitete er noch einen Auftritt seines Pan Afrikan Peoples Arkestra mit The Great Voice of UGMAA, der unter dem Titel Why Don’t You Listen? Live at LACMA, 1998 im Jahr 2019 erschien. Tapscott starb am 27. Februar 1999 in Los Angeles.

## Titelliste
- Horace Tapscott: Thoughts of Dar Es Salaam (Arabesque Jazz AJ0128)[2]

1. As a Child 7:06
2. Bibi Mkuu: The Great Black Lady (Alan Hines) 5:35
3. Lullaby in Black (Thurman Green) 3:18
4. Sandy & Niles 4:44
5. Wiletta's Walk 9:08
6. Social Call (Basheer Qusim, Gigi Gryce) 8:53
7. Oleo (Sonny Rollins) 8:07

8 Thoughts of Dar Es Salaam 6:50
1. Now‘s the Time (Charlie Parker) 5:59

Wenn nicht anders vermerkt, stammen die Kompositionen von Horace Tapscott.

## Rezeption
Thom Jurek verlieh dem Album in Allmusic vier Sterne und schrieb, das letzte Album des Westküsten-Pianisten und Komponisten Horace Tapscott sei eines von erhabener Vornehmheit, das harmonische Eleganz und meditative Anmut erreiche. Bemerkenswert seien die erfinderischen Akkordkaskaden, die Tapscott in „Bibi Mkuu: The Great Black Lady“ niederlege, wo er von einer Neuformulierung von Ramsey Lewis’ früher Version des Spirituals „Wade in the Water“ zu einer Umkehrung von rhythmischem Puls und Melodie übergehe. Wenn Tapscott mehr [Lebens-]Zeit gehabt hätte, sei nicht abzusehen, wohin er gegangen wäre. Vielleicht wäre er an der gleichen Stelle geblieben, an der er 30 Jahre lang gelebt hatte, um jüngeren Musikern aus L.A. zu helfen. Aber mit Spielen und Kompositionen wie dieser, die den Käfig der „Neo-Trad-Punks“ erschüttert hätten, sei es schwer zu glauben, dass sie ihn hätten übersehen können.